# Butte-aux-Cailles
Pour les articles homonymes, voir Butte-aux-Cailles (homonymie).
La Butte-aux-Cailles est un quartier de Paris.

## Situation et accès

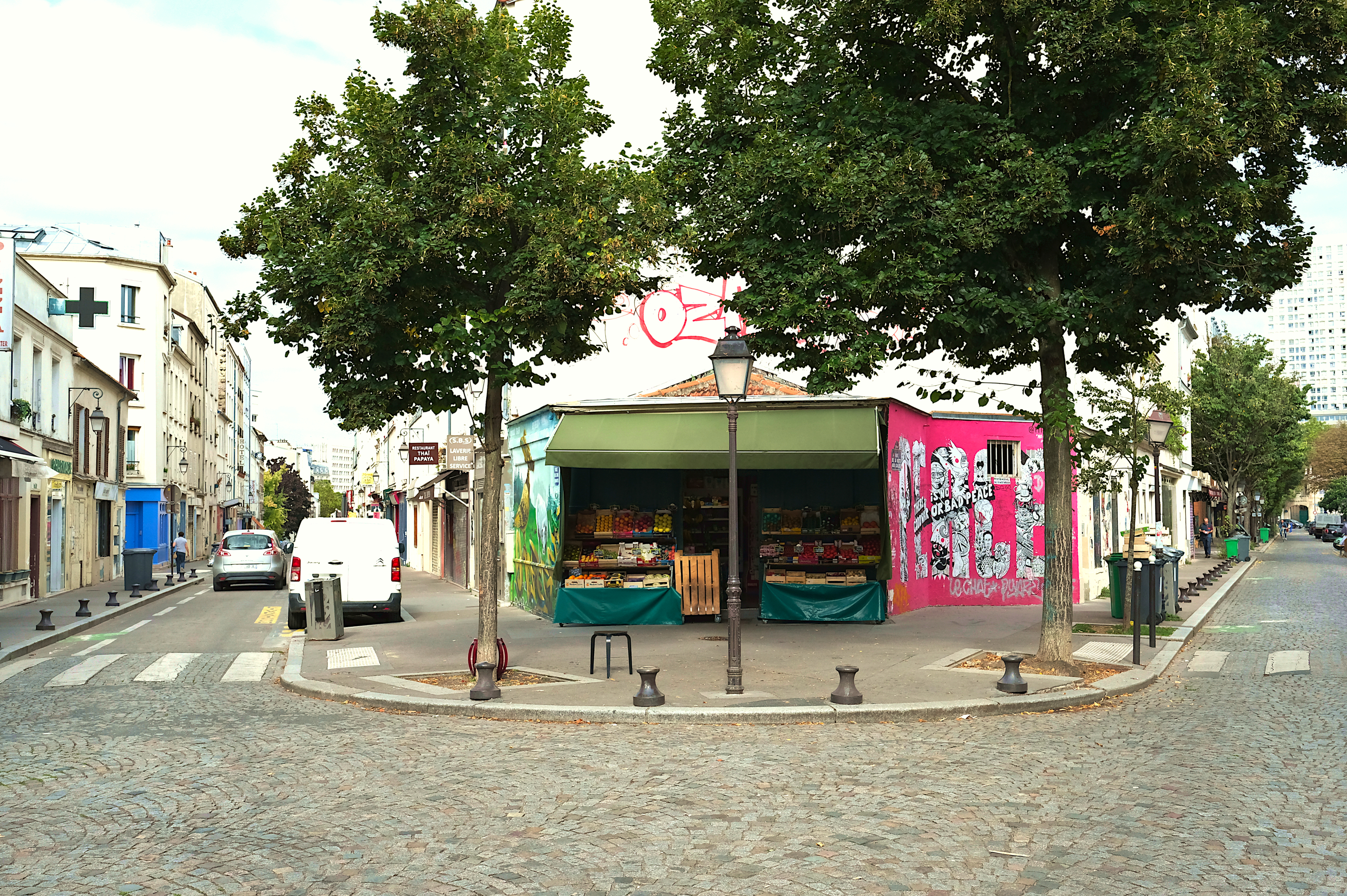
Le sommet de la Butte-aux-Cailles en 2024.

Ce quartier  historique est situé dans la partie occidentale du 13e arrondissement. Il est inclus dans le quartier administratif appelé quartier de la Maison-Blanche.

## Historique
À l'origine, c'est une colline recouverte de prairies, de vignes et de bois, construite de plusieurs moulins à vent et surplombant la Bièvre de 28 mètres. La Butte-aux-Cailles tire son nom de Pierre Caille, qui en fait l'acquisition en 1543.
Au XVIIe siècle, l'exploitation minière des calcaires coquilliers est pratiquée, mais les nombreuses activités industrielles utilisant l'eau de la Bièvre, telles que teintureries, tanneries, blanchisseries, mégisseries, et même boucheries, rendent ce quartier insalubre.
Au début du XVIIIe siècle, la butte n’est gravie que par le chemin du Moulin-des-Prés et par le « chemin de Croulebarbe » (les rues actuelles Eugène-Atget, Jonas et  Simonet). Au milieu du siècle, la route de la Butte-aux-Cailles est tracée pour desservir les nombreux moulins. 
Le 21 novembre 1783 y a lieu l'atterrissage du premier vol avec équipage, une montgolfière sur laquelle ont embarqué le marquis d'Arlandes et Pilâtre de Rozier.
En 1784-1785, le mur des Fermiers généraux est construit au nord de la butte, sur le tracé de l'actuel boulevard Auguste-Blanqui, laissant la Butte-aux-Cailles à l'extérieur de la capitale mais le faubourg est désormais aux portes de la ville.
Le 3 juillet 1815, lors de la capitulation de Paris, après la bataille d'Issy, la butte était défendue par deux obusiers et seize canons.
En 1860, la Butte, qui appartenait à la commune de Gentilly, rejoint le territoire de Paris qui annexe des communes environnantes en partie ou en totalité.
Entre la Révolution de 1848 et la Première Guerre mondiale, des chiffonniers et des ouvriers du cuir s'y installent.

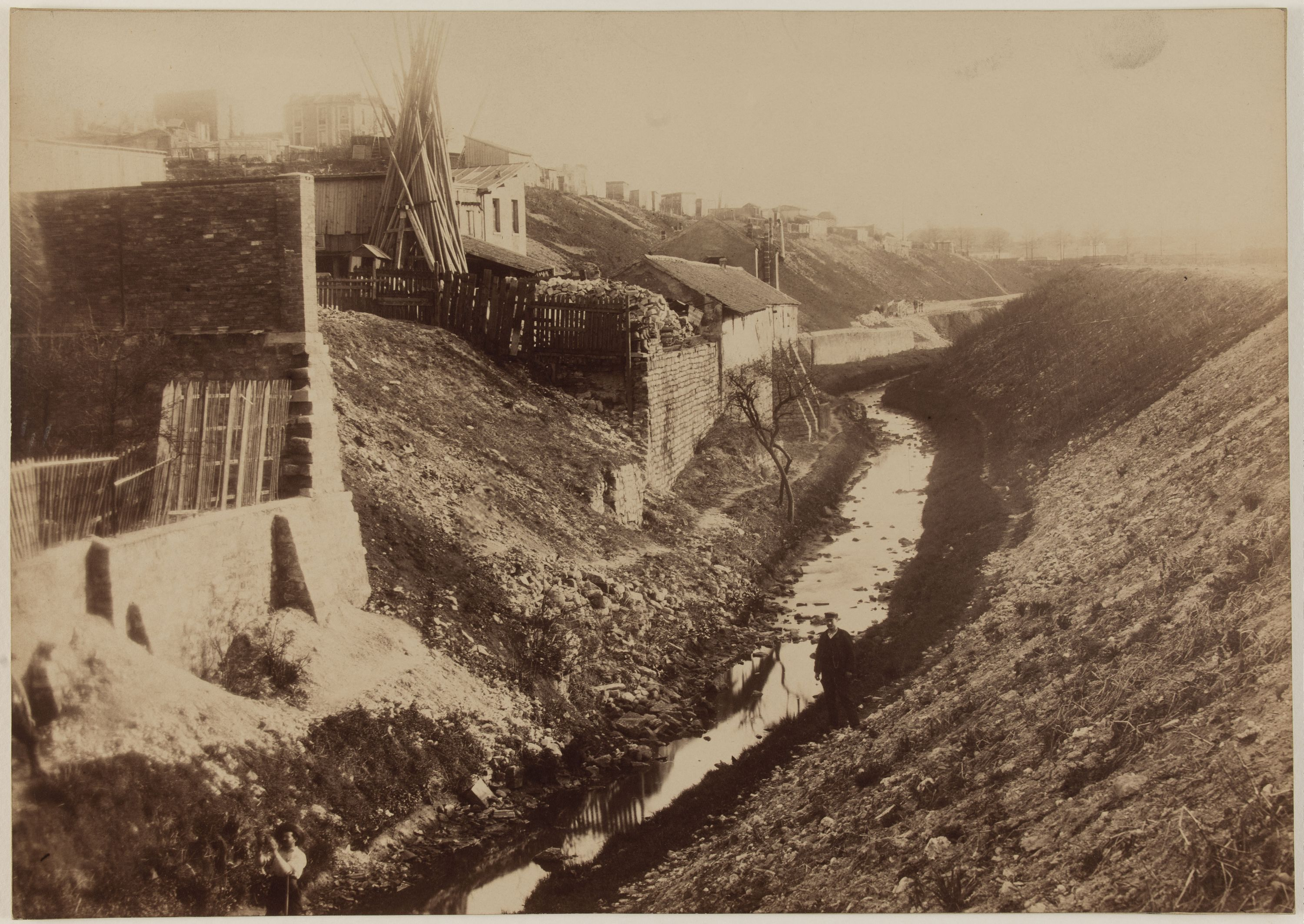
Henri Émile Cimarosa Godefroy : bief de la Butte-aux-Cailles, état primitif
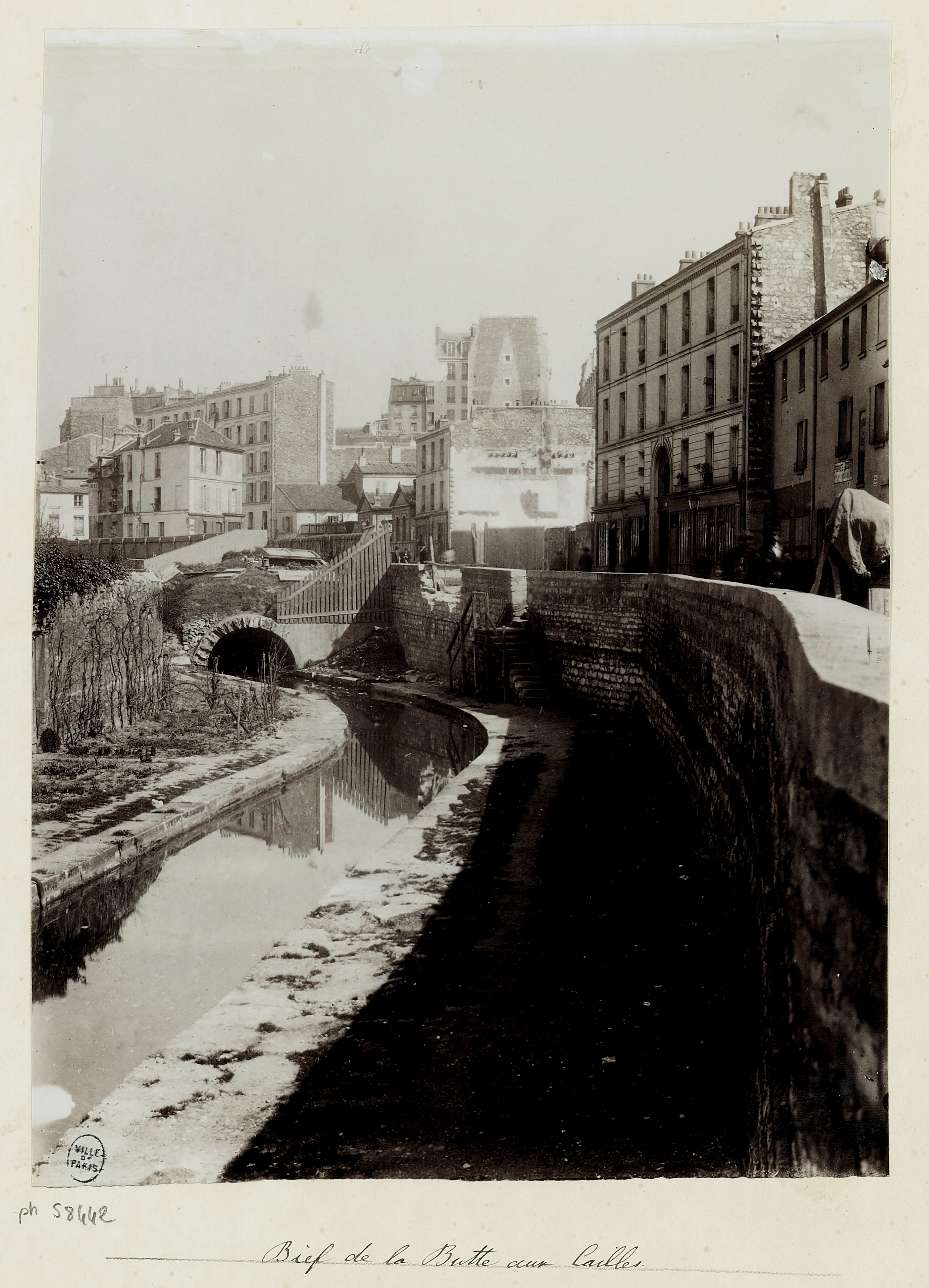
La Bièvre : bief de la Butte-aux-Cailles

De 1828 à 1910, la ville de Paris mène des travaux pour couvrir la Bièvre, et la Butte prend progressivement son apparence actuelle au début du XXe siècle, restant un village du siècle dernier en plein cœur de Paris : les travaux du Second Empire ont épargné ce quartier périphérique qui a poursuivi son urbanisation sans tenir compte des canons haussmanniens.

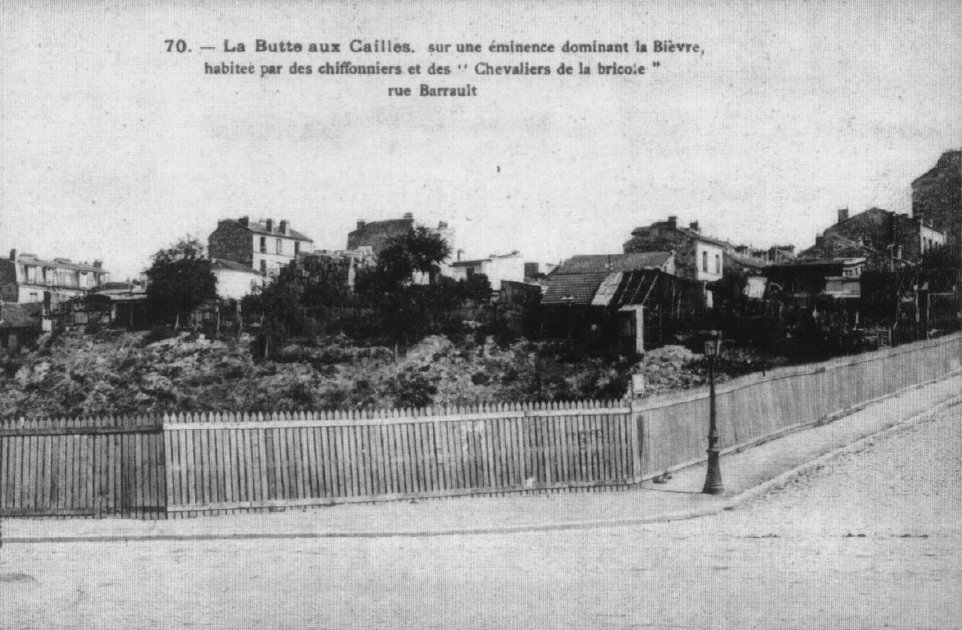
Vue depuis la rue Barrault en 1900.
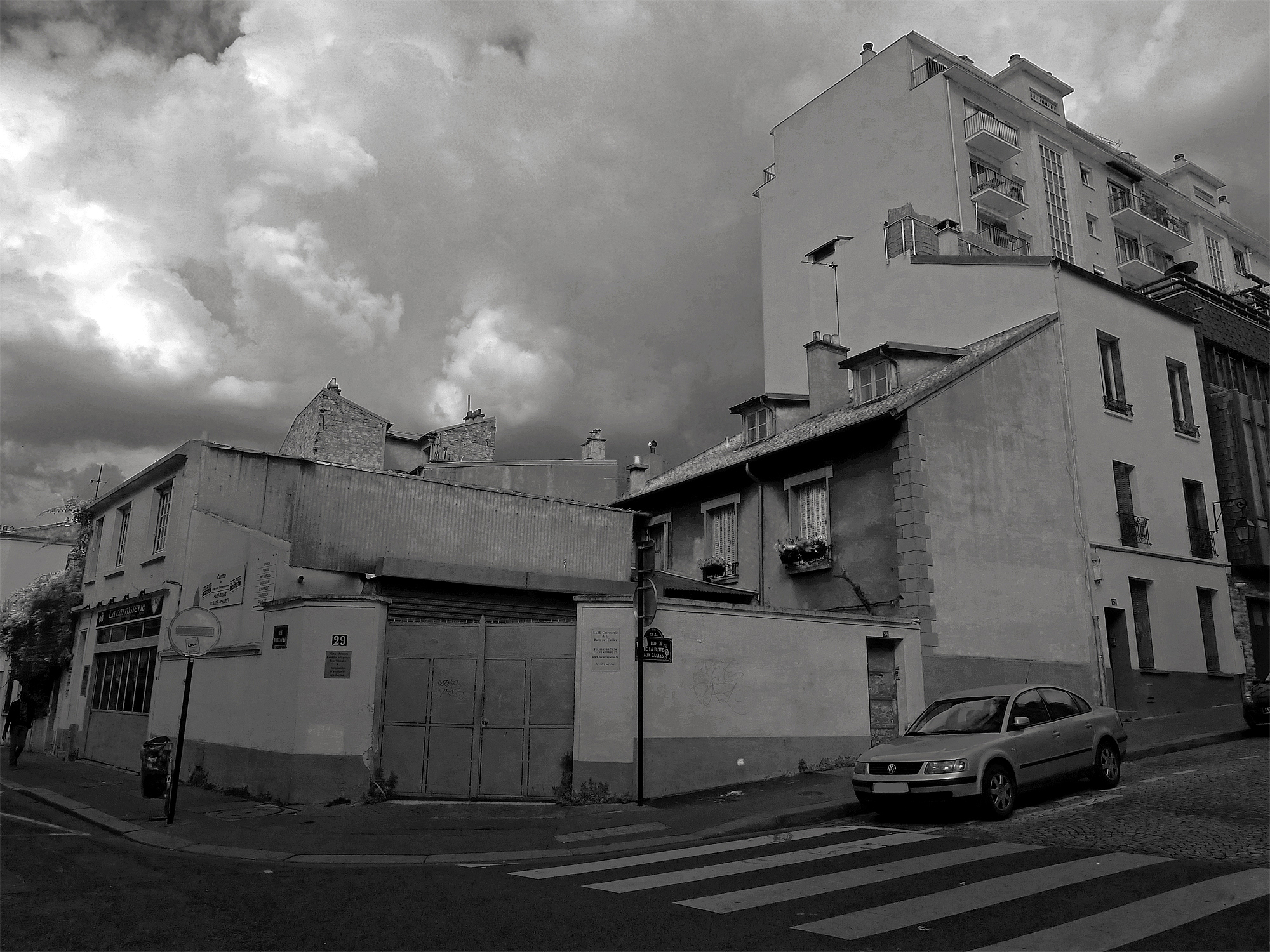
Vue équivalente en 2014.
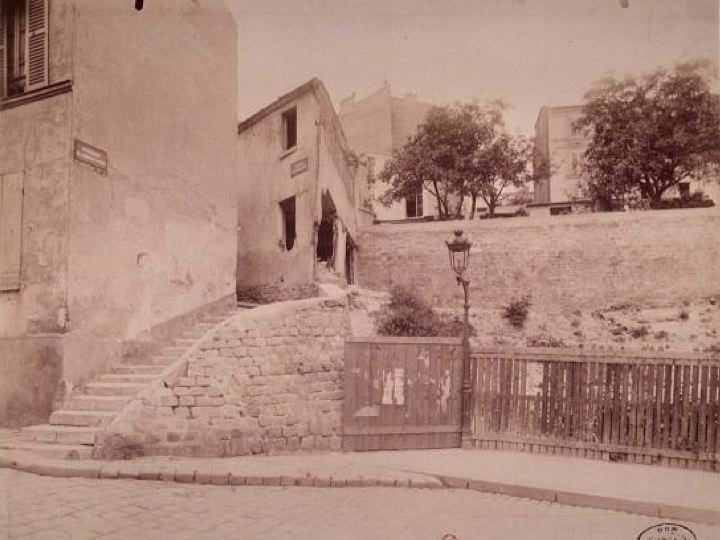
Passage Vandrezanne vers 1900 (cliché Eugène Atget).

Cette particularité est due aux carrières de calcaire qui ne permettent, encore aujourd'hui, la construction de bâtiments lourds qu'après de coûteuses injections des vides de carrière. Cependant, le foncier se faisant de plus en plus rare et donc de plus en plus cher dans Paris, la quasi-totalité des vides a aujourd'hui été remblayée ou injectée. Les anciennes carrières ne sont d'ailleurs plus aussi aisément accessibles aux cataphiles que par le passé.

Plaque rappelant la présence de carrières (limitation du poids des véhicules)
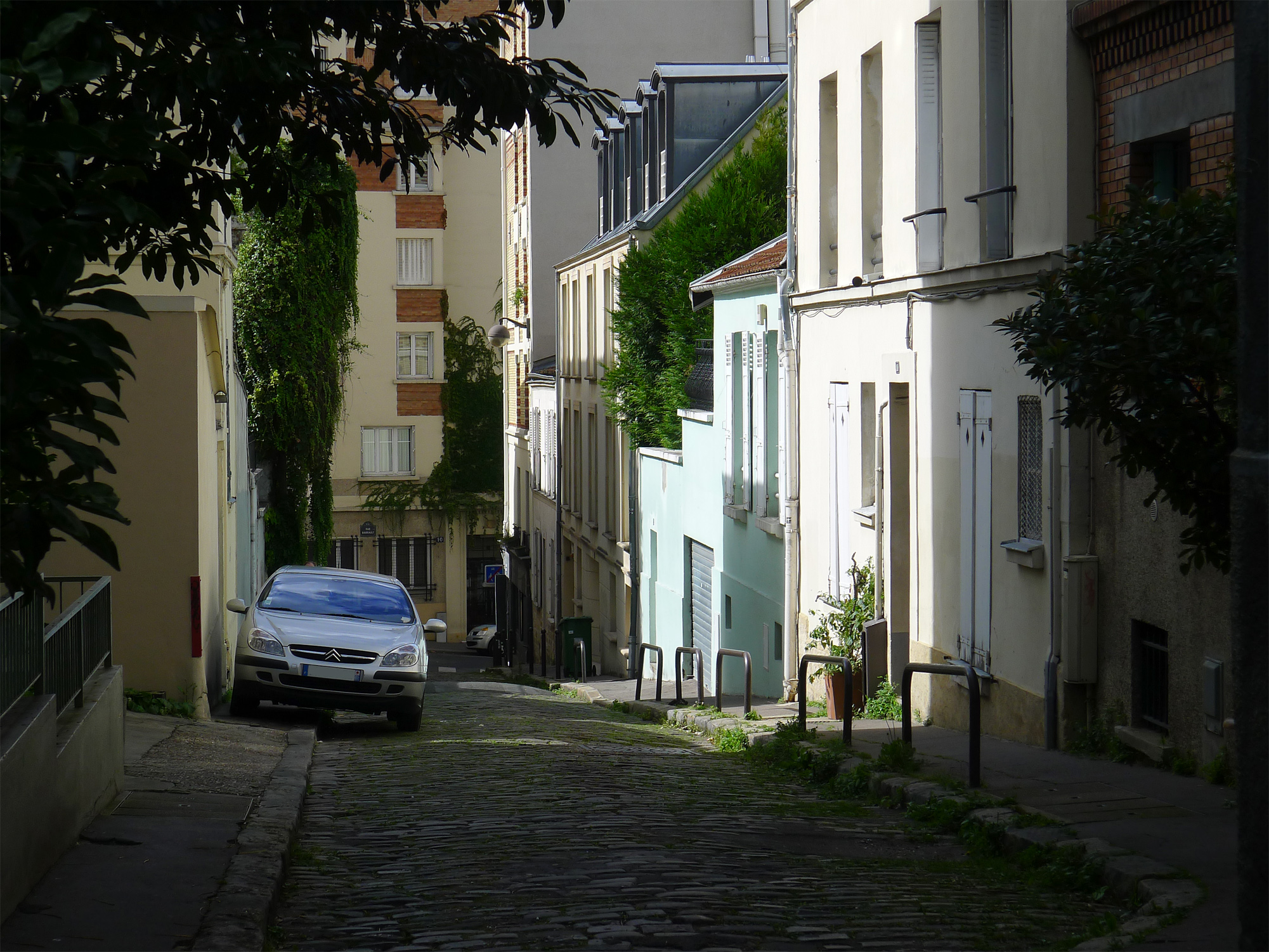
Passage Barrault.
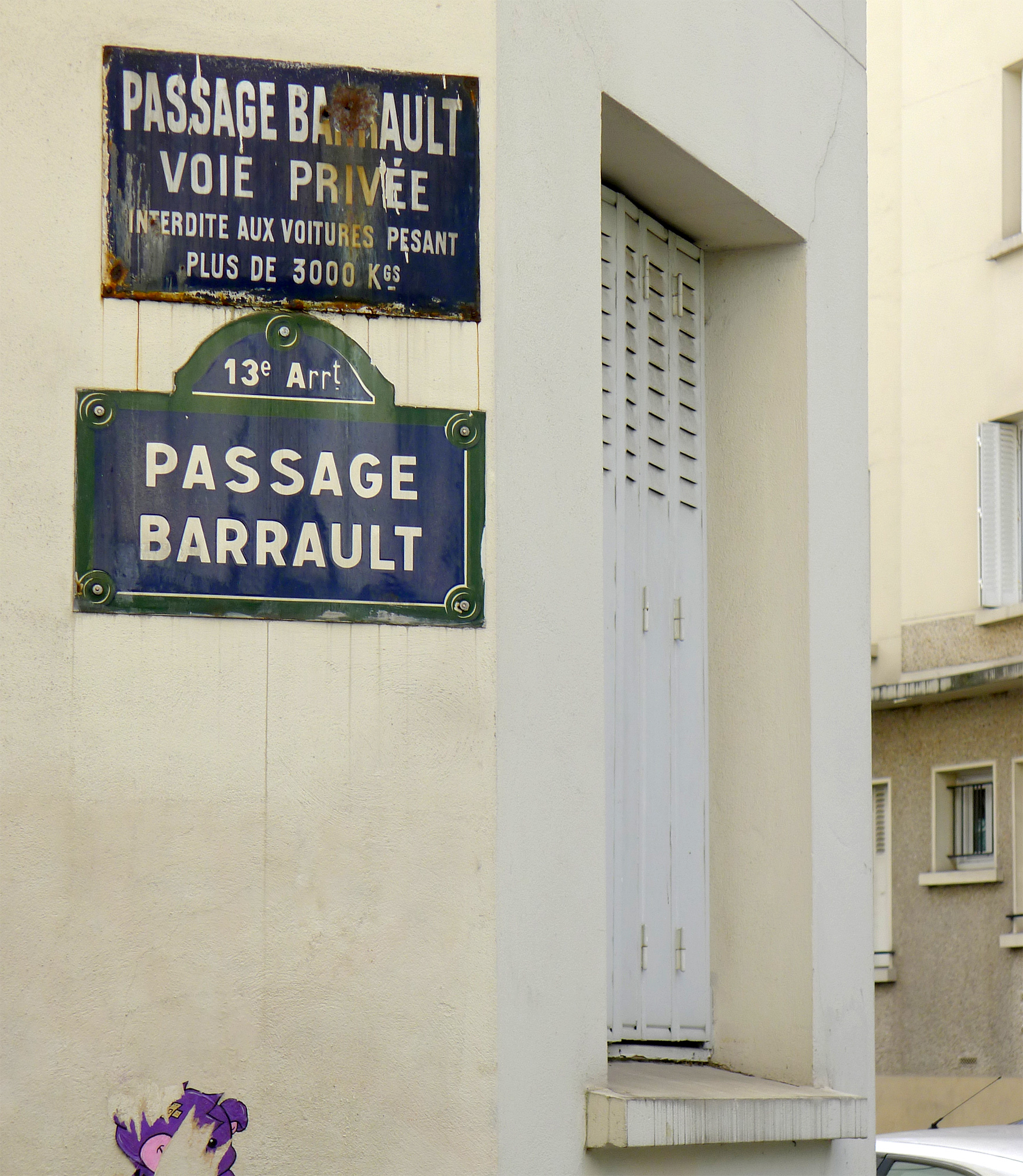
Plaques (actuelle et ancienne).

## Le puits artésien
Sur une idée de François Arago qui voulait alimenter le quartier en eau et déverser le surplus dans la Bièvre au débit devenu insuffisant, le forage d'un puits artésien est décidé par arrêté du préfet Haussmann, daté du 19 juin 1863. Les travaux ne commencent que le 28 août 1866, et débutent par l'érection d'une tour de forage en bois.
Devant les difficultés techniques rencontrées, les travaux sont interrompus en 1872, et seule la tour en bois, abandonnée, demeure comme témoin de cette tentative sur la place du Puits-Artésien, depuis renommée place Paul-Verlaine. Repris en 1893 sous la direction de l'ingénieur Paulin Arrault, l'eau captée à 582 m de profondeur jaillit enfin en novembre 1903, à la température de 28 °C et avec un débit de 6 000 m3 par jour. À cette époque, la Bièvre était déjà en cours d'enfouissement, et il n'était plus question d'y déverser l'eau du puits artésien. Ce n'est qu'en 1924, lors de la construction de la toute proche piscine de la Butte-aux-Cailles que cette dernière fut alimentée par cette eau de qualité. En l'an 2000, le puits est creusé plus profondément, jusqu'à 620 mètres.

## Événements
- 1783, le 21 novembre : le premier vol « officiel » en montgolfière de Pilâtre de Rozier et du marquis d'Arlandes atterrit à l'angle des rues actuelles Bobillot et Vandrezanne.
- 1871, les 24 et 25 mai : bataille de la Butte-aux-Cailles. Lors de la Commune de Paris, les Fédérés de la Butte-aux-Cailles, commandés par Walery Wroblewski, repoussent par quatre fois les troupes versaillaises. La place de la Commune-de-Paris, à l'angle des rues Buot et de l’Espérance, perpétue le souvenir de ce mois de mai.

## Édifices, monuments et lieux remarquables

### Sites
Télécom ParisTech (anciennement école nationale supérieure des télécommunications) occupe l'espace entre les rues Barrault, Vergniaud, Tolbiac et Daviel, sur la pente occidentale. À l'époque École supérieure des postes & télégraphes (ESPT), elle intègre en 1934 les locaux libérés par la manufacture de gants Noblet, comme en témoigne le logo constitué d'un N et de deux C inversés plusieurs fois répété sur la façade de la rue Barrault.
Sur la façade principale, au no 46 de la rue Barrault, on remarque un bas-relief daté de 1962 et dû au sculpteur Félix Joffre (1903-1989) et à l'architecte Marcel Chappey. Il comporte l'inscription suivante : « L'homme au cours des âges utilise les forces élémentaires pour les transmissions. » Six personnages y utilisent symboliquement chacun une forme de transmission à distance : la vue, les pigeons voyageurs, une trompette, le feu — sans doute sous forme de signaux de fumée — la frappe dans les mains et le cri.
À deux pas de là, toujours sur la façade principale, mais au no 42, un autre bas-relief de plus petite taille, dû au même sculpteur, porte l'inscription « De la terre au cosmos » et représente des empreintes de pieds humains ainsi que plusieurs étoiles.
Autres monuments :
- la piscine de la Butte-aux-Cailles ;
- la place Paul-Verlaine, avec sa fontaine d'eau artésienne remise en état en 2001, et ses monuments au sergent Bobillot ainsi qu'au premier vol humain en montgolfière ;
- sur la place, le square Henri-Rousselle, du nom de ce président du conseil général de la Seine, orné de son buste en bronze dû à Denis Saula[11] ;
- l'église Sainte-Anne de la Butte-aux-Cailles, au 188, rue de Tolbiac ;
- l'école Estienne des arts graphiques et de l'imprimerie au 18, boulevard Auguste-Blanqui ;
- le temple antoiniste au carrefour de la rue Vergniaud et de la rue Wurtz, construit en 1913 ;
- une fontaine Wallace, sur la place de la Commune-de-Paris ;
- la petite Alsace[12], rue Daviel, ensemble de petits pavillons à colombages ;
- des maisons ouvrières du début du XXe siècle et leurs jardins minuscules ;
- le théâtre Les Cinq Diamants, dans la rue du même nom (rue des Cinq-Diamants), dû à une ancienne enseigne de bijoutier ;

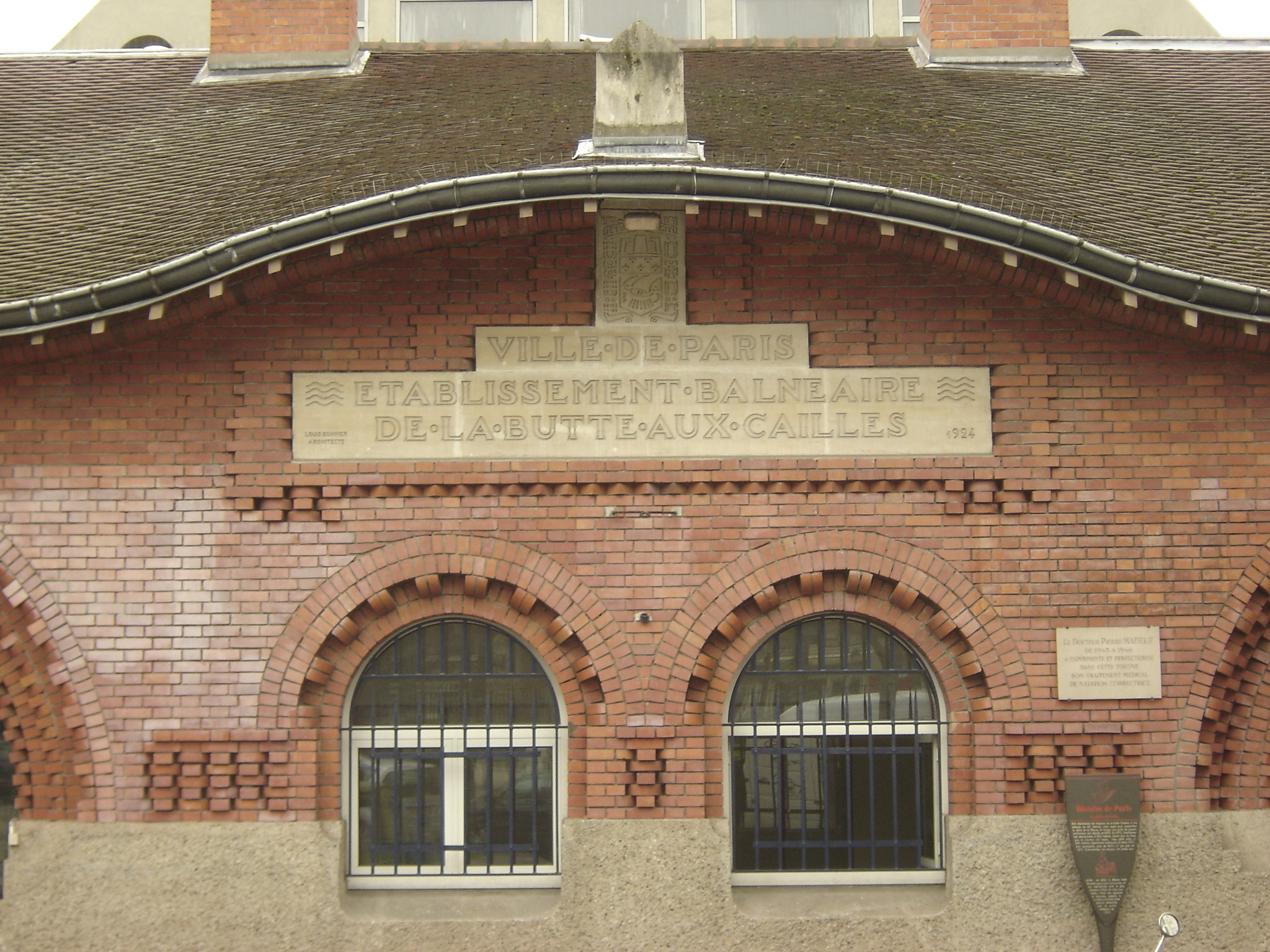
Façade de la piscine de la Butte-aux-Cailles.
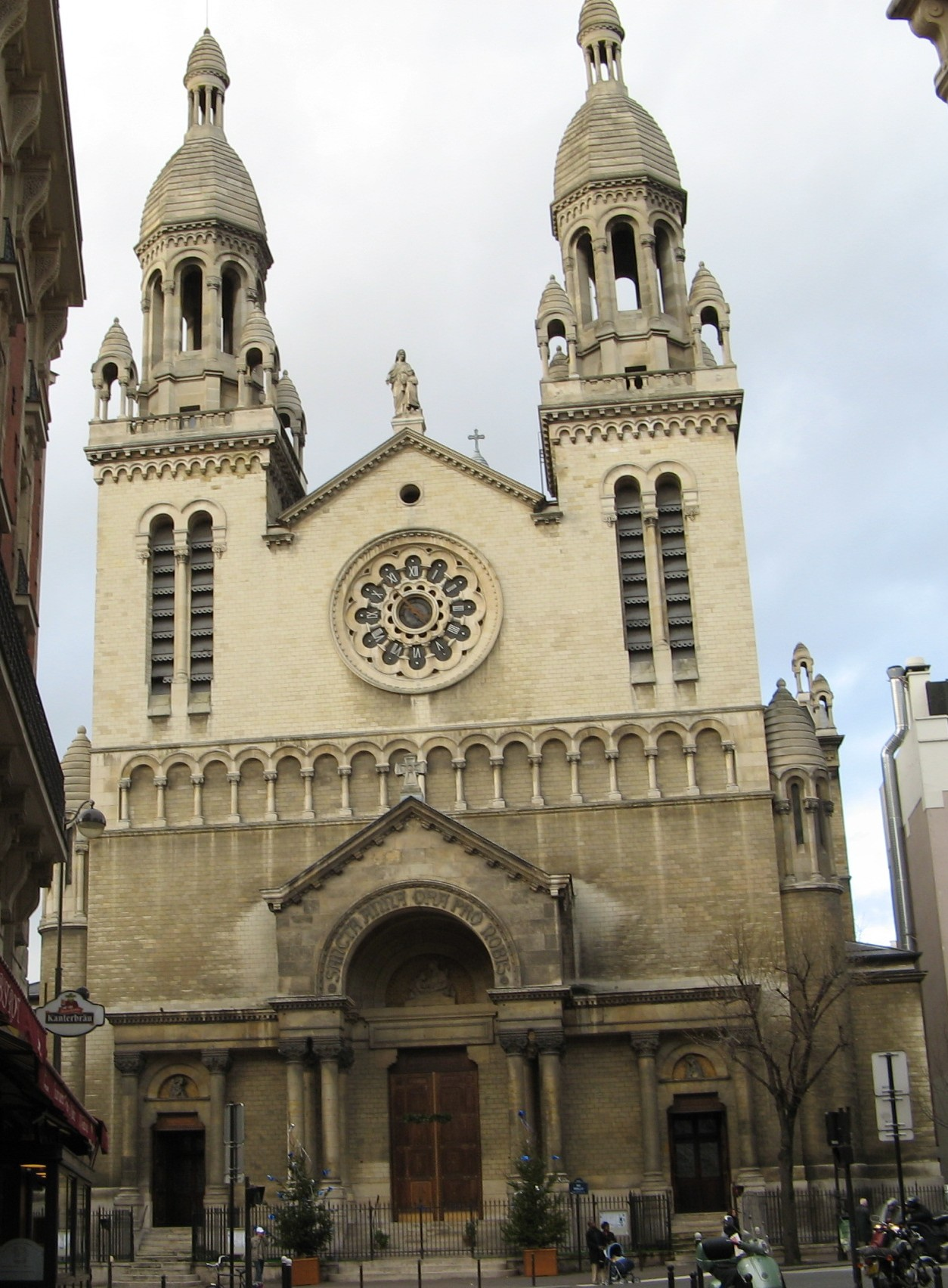
L'église Sainte-Anne de la Butte-aux-Cailles.
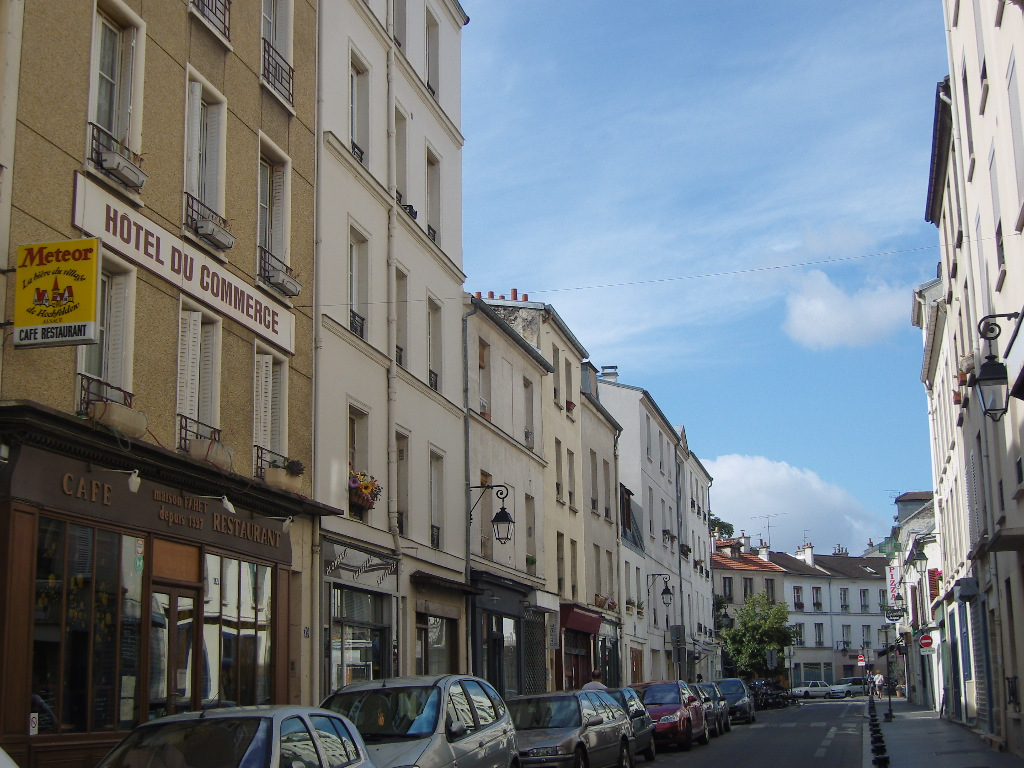
La rue des Cinq-Diamants, caractéristique de la Butte.
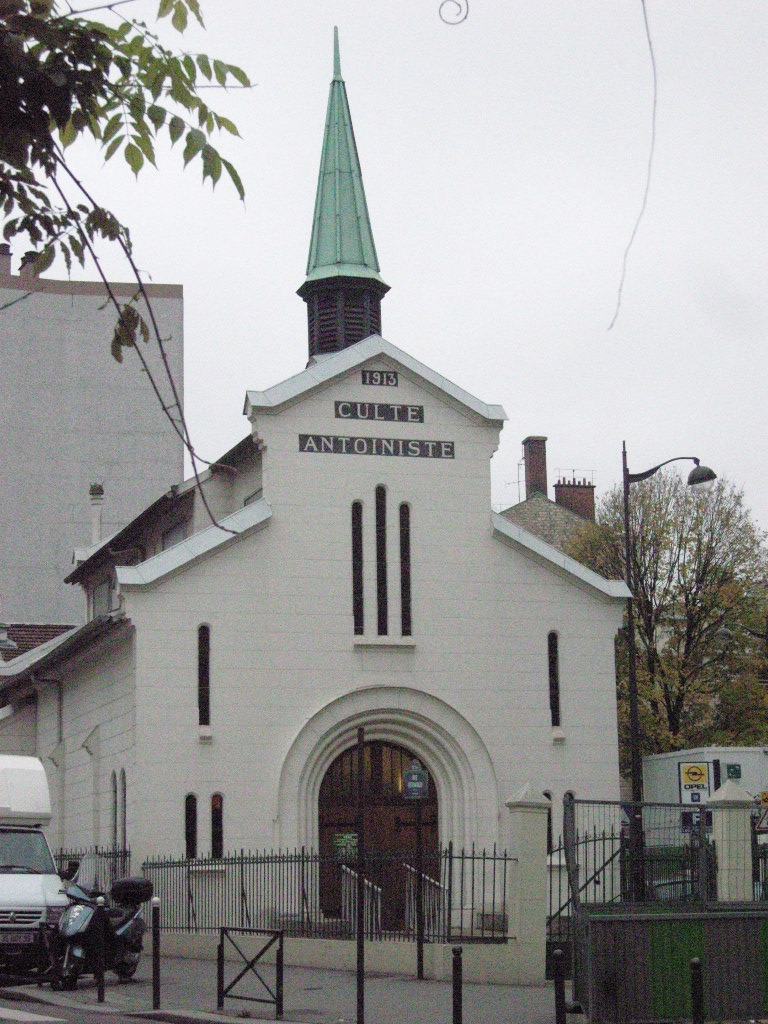
Le temple antoiniste.
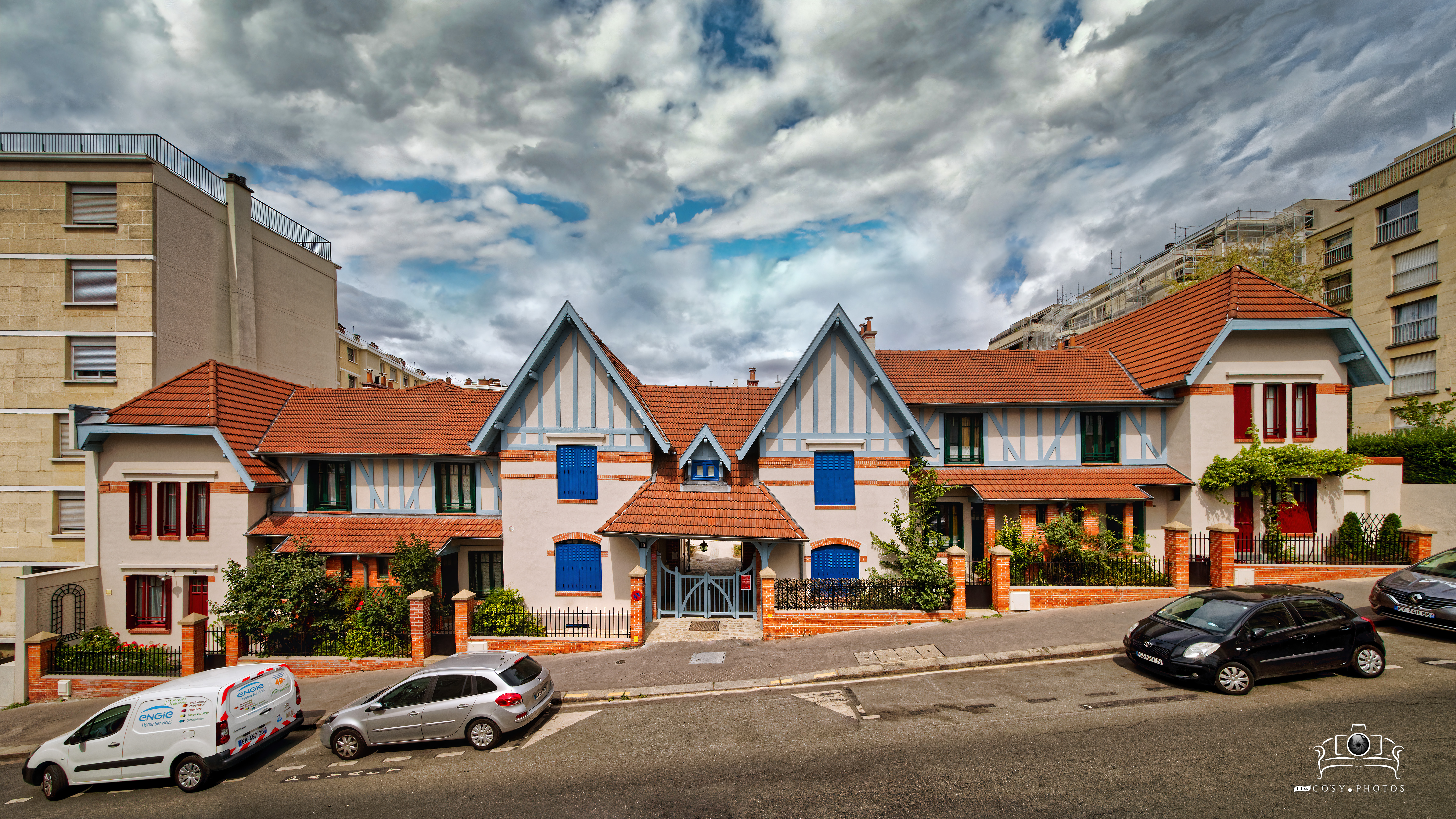
La petite Alsace, rue Daviel.

### Street art
Plusieurs façades du quartier sont ornées des créations de MissTic, qui a vécu plus de vingt ans dans ce quartier, de Lady Bug, mais également d'animaux de Philippe Baudelocque, de diamants du Diamantaire, ou de coeurs anarchistes d'A2.

No more, Tito Mulk.
Technonatural, Tito Mulk.
Avec l'amour, le temps passe vite, avec le temps il passe moins souvent, MissTic, 29 rue de la Butte-aux-Cailles.
Un homme peut en cacher un autre, Alerte à la bombe, MissTic.
Tatoué, Aydar, et Le lézard de la Bièvre, Louyz, 44 rue Samson.
Plumage coloré, RafaMon, passage Boiton.
Le tigre, Pesca, rue Jean-Marie Jégo, 2019.
Oiseau (détail), Louyz, rue Gérard.
Fresque de Mr Pee, rue Buot.

## Accès
Elle est desservie par les lignes de métro 5, 6 et 7 à la station Place d'Italie et 6 à la station Corvisart.